# 健康住宅
健康住宅株式会社（けんこうじゅうたくかぶしきがいしゃ、英:Kenkoh Jutaku Co.,Ltd.）は、福岡市城南区別府に本拠を置く住宅メーカー。九州でいち早く「外断熱工法」に着目。その施工に関して先駆け的な存在となる。省エネルギー性能やCO2削減等へ貢献する優れた住宅を表彰する制度である「ハウス・オブ・ザ・イヤー・イン・エナジー」に2012年から2021年まで10年連続でダブル受賞、2017年・2021年大賞受賞。『2019年版日本における「働きがいのある会社」ランキング』ベストカンパニーに選出されている。

## 概要
1998年に畑中直（すなお）がディベロッパーであった父の会社の注文建築部門として創業。大手ハウスメーカーや建売り・建築条件付きなどしのぎを削る建築業界で生き残るためには、"商品の差別化"が必須だと考え、「本当に売れる、売りたい家」を探求するために、2年近く全国を行脚。その結果、当時まだ一般的ではなかった「外断熱工法」で建てられた高性能住宅に出会い、採用を決断。理論の研究、情報収集を重ね、外断熱の効能を活かしきる工夫や素材までこだわり、独自に開発した工法が、外断熱「あんみん工法」であった。同工法は、2001年に財団法人建築環境・省エネルギー機構から次世代省エネルギー基準適合住宅評定（九州で3社目）を受け、2007年には住宅型式性能認定（温熱環境）最高等級（九州初）を受けた。2010年から「ハウス・オブ・ザ・イヤー・イン・エナジー」の連続W受賞、2017年・2021年大賞受賞。2011年には慢性的な職人不足解消の一策として「社員大工制度導入」、2012年営業社員が顧客に永続的に向き合えるための「歩合制の撤廃」などを実施。
同社の特徴は、健康と省エネ、耐震に最大の主眼が置かれ、外断熱工法のほかオール電化と太陽光発電を組み合わせた省エネ設備の導入をはじめ、気密に関しては、全棟気密測定を実施し、C値を0.5以下を保証。サッシは樹脂のトリプルサッシを九州では初めて標準採用。ZEHにも積極的に取り組み、V2Hシステム「Vehicle to Home」も対応可能とした。家づくりのテーマを「夏はヒンヤリ、冬はぽかぽか」とし、断熱材はフェノールフォーム断熱材の「ネオマゼウス」（熱伝導率がJIS A 9521においての最高ランクの0.018W/(m·K)）を採用。住友ゴム工業の制振ダンパー「ミライエ」の標準装備及び構造体である柱や床材への九州産の無垢材を使用、地元の家具店への制作発注によるキッチン、「外断熱工法」のほか、スウェーデン製の換気装置による24時間換気や家じゅうの水をすべて浄水できるオール浄水器 の導入、さらには特に成熟した消費社会においては、施主の信頼を獲得するための最大の手段は"積極的な情報開示"であると考え、受注住宅全棟に対して「年に一回の継続点検」を無料で行なっているが、オーナーチェンジがあっても家が存在する限り続けている。畑中には『性能のよい外断熱の本』（PHP研究所）、『はじめての家づくり - ゆずってはいけない2つの条件』（現代書林）の著書がある ほか、『住宅における窓の温熱性能の違いによる室内熱環境への影響と暖冷房負荷削減効果:その1 実験棟における実測調査(住宅の熱性能(2),環境工学II)』 （2011）及び『住宅における窓の熱的性能の違いによる室内熱環境への影響と暖冷房負荷削減効果:その2 シミュレーションによる比較(住宅の熱性能(2),環境工学II)』 （2011）の2つの論文がある。
2018年8月、SDGs宣言。障がい者雇用、女性社員の積極採用、高性能リノベーションなどを開始。成長速度を加速させる。同社では、鍵山秀三郎に倣い、社員による毎朝の会社周辺の清掃のほか、現場の職人にも1日5回の清掃が義務付けられているが、掃除により社員や職人のモチベーション向上や現場の清潔度向上だけにとどまらず、工期短縮ひいては職人の収入向上、ミスの減少に大きな効果があったとされる。
企業ビジョンは『GOOD COMPANY with GOOD PEOPLE』。

## 沿革
- 1984年9月1日 - まるはグループの増改築、一戸建て建築専門子会社「センチュリー21株式会社」として設立。
- 1995年3月7日 - 注文建築へ特化すべく「朝日建設株式会社」へ改組。
- 1998年8月1日 - 「朝日建設株式会社」から「健康住宅株式会社」へ社名変更。外断熱工法・高性能住宅・自然素材住宅への特化を開始。社名変更を機にまるはグループから分離独立。創業。
- 2001年4月	 - 「あんみん工法」が次世代省エネルギー基準適合住宅の評定を受ける。省エネ・評定546号
- 2007年4月 - 九州初の「住宅型式性能認定（温熱環境）」最高等級取得。
- 2008年4月	 - 「hit マリナ通り住宅展示場」出展。
- 2010年1月	 - 宿泊体験施設　松山A棟・B棟OPEN。
- 2011年2月 - 「ハウス・オブ・ザ・イヤー・イン・エレクトリック 2010」銀賞・地域賞受賞。
- 2013年
  - 3月 - 「ハウス・オブ・ザ・イヤー・イン・エナジー 2012」優秀賞・地域賞受賞。
  - 10月 - 宿泊体験施設　梅林M棟OPEN。
  - 12月 - 宿泊体験施設　梅林U棟OPEN。
- 2014年
  - 3月 - 「ハウス・オブ・ザ・イヤー・イン・エナジー 2013」特別優秀賞・優秀企業賞受賞。
  - 外断熱・高性能住宅　建築棟数1000棟到達。
  - 梅林モデルハウス『Premium（プレミアム）』OPEN。
- 2015年
  - 3月 - 「ハウス・オブ・ザ・イヤー・イン・エナジー 2014」特別優秀賞・優秀企業賞。
  - 3月 - 経済産業省主催『平成26年度おもてなし経営企業選』選出。
- 2016年
  - 3月 - 「ハウス・オブ・ザ・イヤー・イン・エナジー2015」特別優秀賞・優秀企業賞受賞。
  - 5月 - 宿泊体験施設　茶山A棟・茶山B棟 OPEN。
- 2016年9月 - 春日展示場 OPEN。
- 2017年
  - 3月 - 「ハウス・オブ・ザ・イヤー・イン・エナジー2016」大賞・特別優秀企業賞受賞。
  - 6月13日 - 一般財団法人ベターリビングより長寿命住宅供給システム」として認定される[18]。
- 2018年
  - 3月 - 「ハウス・オブ・ザ・イヤー・イン・エナジー2017」特別優秀賞・特別優秀企業賞受賞。
  - 第28回新作デザインコンペ林野庁長官賞受賞。
  - 8月 - SDGs宣言。障がい者雇用、女性社員の積極採用、高性能リノベーション開始など[15]。
- 2019年
  - 2月 - 『2019年版日本における「働きがいのある会社」ランキング』ベストカンパニーに選出。
  - 3月 - 「ハウス・オブ・ザ・イヤー・イン・エナジー2018」特別優秀賞・特別優秀企業賞受賞。
  - 4月 - 伊都住宅公園 CLASSモデル OPEN、伊都住宅公園 ORIGINモデル OPEN。
  - 12月 - 「リノベーション・オブ・ザ・イヤー2019」『橋本の家』最優秀作品賞を受賞[19]。
- 2020年
  - 1月 - 『魅せる現場コンテスト』奨励賞受賞（一般社団法人現場きれい推進協議会）。
  - 3月 - 「ハウス・オブ・ザ・イヤー・イン・エナジー2019」特別優秀賞・特別優秀企業賞。
- 2021年3月 - 「ハウス・オブ・ザ・イヤー・イン・エナジー2020」大賞、省エネ住宅特別優良企業賞。

[ より]

## 所在地

### 本社
福岡市城南区別府5丁目25-21

### 住宅展示場
- 伊都住宅公園CLASSモデル・ORIGINモデル

福岡市西区千里493-1（伊都住宅公園内）
- 春日展示場

福岡県春日市須玖北1-3
- hitマリナ通り住宅展示場

福岡県福岡市西区愛宕4-21 hitマリナ通り住宅展示場内
- hit香椎浜住宅展示場

福岡県福岡市東区 hit香椎浜住宅展示場内

### 宿泊体験施設
- 梅林体験施設 A棟
- 梅林体験施設 B棟
- 梅林体験施設 M棟
- 梅林体験施設 U棟
- 梅林体感施設Premium棟

## マスメディア

### テレビ

#### サラメシ
- 2014年10月27日 - 同社が毎週金曜日に行っている、全社員が駐車場でそろって食事をする「BBQ style」が紹介される[20][21]。